# Kalali
Kalali is een bestuurslaag in het regentschap Kupang van de Indonesische provincie Oost-Nusa Tenggara. Kalali telt 1121 inwoners (volkstelling 2010).